# Гандельсман, Марцели
Марцелий Гандельсман, псевдонимы — Юзеф Кшемень, Мацей Романский, Мацей Тарговский (пол. Marceli Handelsman, Maciej Romański, Maciej Targowski, 8 июля 1882, Варшава, Царство Польское, Российская империя — 20 марта 1945, концентрационный лагерь Дора-Миттельбау, Германия) — польский историк еврейского происхождения, медиевист, методолог истории.

## Биография
Родился в 1882 году в Варшаве в семье врача Юлиана Рубиновича Гандельсмана.
Марцелий Гандельсман окончил юридический факультет Варшавского университета.
Изучал историю в Берлинском университете, откуда в 1906 году был исключён за социалистическую деятельность. Продолжил обучение Париже в Коллеже де Франс, Цюрихе, Вене, Лондоне и Рапперсвиле. В 1908 году в Цюрихе защитил научную степень доктора.
С 1915 года был связан с Варшавским университетом, где в 1919 году, уже в независимой Польше, получил степень почётного профессора.
В последующие годы Гандельсман критиковал Брестский процесс, нарушения со стороны польских властей автономии высших учебных заведений и «гетто за партами».
В 1921 году Гандельсман работал над созданием Института по изучению национальностей. С 1920 по 1935 год был председателем Атласа истории польских земель. Был соучредителем Международного исторического комитета и организатором Международного Конгресса исторических наук, который состоялся в 1933 году в Варшаве.
C 1930 по 1931 год принимал участие в создании отдельного Исторического института при Варшавском университете. Был членом Польской академии знаний и французской Академии моральных и политических наук.
С 1918 по 1931 Марсели Гандельсман был редактором журнала «Przegląd Historyczny» и директором Архива исторических актов в Варшаве.
Гандельсман был сторонником ППР, поддерживал Юзефа Пилсудского и выступал за укрепление польско-французских отношений.
Во время Второй мировой войны до 1944 года Гандельсман находился в подполье, участвовал в деятельности подпольных образовательных учреждений. С 1942 года работал в Бюро информации и пропаганды правительства Польского подпольного государства.
В 1944 году Марцелий Гандельсман был схвачен гестапо и отправлен в концентрационный лагерь Гросс-Розен. Позднее был переведён в концентрационный лагерь Дора-Миттельбау, где погиб 20 марта 1945 года.

## Научная деятельность
Гандельсман изучал деятельность политической группы «Отель Ламбер», Адама Ежи Чарторыйского и польскую Великую эмиграцию. Провёл комплексное исследование истории права и социально-политических отношений. Изучал средневековье, особенно интересовался наполеоновской эпохой и XIX веком.
Считается, что Гандельсман придерживался неопозитивизма, был методологом и теоретиком исторических исследований, близких к неопозитивизму.

## Избранные сочинения
- Kara w najdawniejszym prawodawstwie polskim (1907);
- Prawo karne w statutach Kazimierza Wielkiego (1909);
- Historia polskiego prawa karnego (t. 1-2, 1908—1909);
- Napoléon et la Pologne (1909);
- Bignon a sprawa polska (1912);
- Instrukcje i depesze rezydentów francuskich w Warszawie 1807—1813 (1914);
- Francja — Polska 1807—1813 (1914);
- Z metodyki badań feudalizmu (1917);
- O metodzie publikowania najdawniejszych ksiąg sądowych w polskich (1916);
- System narodowo-polityczny Coli di Rienzo (1918);
- Zagadnienia teoretyczna historii (1919);
- Historyka. Zasady metodologii i teorii poznania historycznego (1921);
- Pomiędzy Prusami a Rosją (1922);
- Ideologia polityczna Towarzystwa Republikanów Polskich 1789—1807 (1924);
- Rozwój narodowości nowoczesnej (1924);
- Tak zwane praeceptio 614 roku (1926);
- Mickiewicz w latach 1853-55 (1933);
- Rok 1848 we Włoszech i polityka ks. Adama Czartoryskiego (1936);
- Po co toczy się wojna? (1943);
- Między Wschodem a Zachodem (1943).

## Семья
Родители Марцелия были полонозированными евреями. Сам он женился на дочери Юзефа Кернбаума, известного варшавского еврейского промышленника и филантропа. Дядя Гандельсмана по отцовской линии был командиром повстанцев в Гостынинском повете во время восстания 1863 года.

## Источник
- Polski Słownik Biograficzny
- Księga pamiątkowa ku uczczeniu 25-letniej działalności naukowej prof. M. Handelsmana, red. Henryk Bachulski, Warszawa 1929.
- J. Dutkiewicz, Marceli Handelsman jako badacz epoki napoleońskiej, «Przegląd Historyczny» 1965 nr 4.
- Aleksander Gieysztor, Marceli Handelsman, w: Portrety uczonych polskich, Kraków 1974.
- Stefan Kieniewicz, Marceli Handelsman, w: Historycy warszawscy ostatnich dwóch stuleci, Warszawa 1986.
- Maria Wierzbicka, Marceli Handelsman, w: Słownik Historyków Polskich, Warszawa 1994.
- Oskar Halecki, Marceli Handelsman, «Tygodnik Polski» z. 50 (12.12.1943), s.3.